# 加里·斯奈德
加里·斯奈德（英語：Gary Snyder，1930年5月8日—），美国诗人（常与垮掉的一代联系在一起），随笔作家、演说家，他还是环保活动家，常被看作「深層生態學的桂冠詩人」（poet laureate of Deep Ecology），这个角色反应了他在佛教精神与自然中的投入。作为一名社会评论家，斯奈德的观点与刘易斯·芒福德、阿道斯·赫胥黎、卡尔·海丝、奥尔多·利奥波德和卡尔·波兰尼等人有一些共同点。斯奈德还是一位获奖作家，并在加利福尼亞大學戴维斯分校任教多年，另外斯奈德还曾在“加州艺术委员会”任职。

## 早期生活
斯奈德生于旧金山，双亲是哈罗德、洛伊丝·斯奈德。在大萧条后，家庭陷入贫困，于是举家搬迁至华盛顿州的金县，当时斯奈德只有两岁，他们在那里经营乳制品以及松木板。十年后，他们又搬往俄勒冈州的波特兰。在华盛顿州的十年期间，斯奈德注意到了海岸沙利希 (Coast Salish)的居民，并逐渐对美国的原住民，以及他们与自然的传统关系，产生了兴趣。
后来父母离异，斯奈德及其妹妹由洛伊丝抚养，洛伊丝当时是一名新闻记者。斯奈德小时候还当过送报童。在他十几岁时，就成为野营顾问，并与Mazamas俱乐部成员一起登山。
1947年，斯奈德作为奖学金生进入里德学院学习。在那里他结识了菲利普·惠伦和卢·韦尔奇，并一度成为室友。斯奈德还花了一个夏天时间当水手，1950年代中期，他也曾有类似的尝试。这样他不仅赚到了钱，还在港口城市领略到了其他文化，另外还使他对海洋以及水圈有了更多的接触。1951年，斯奈德毕业，获得人类学与文学的学士学位，在随后的夏天中，斯奈德在沃姆斯普林斯印第安保留地 (Warm Springs Indian Reservation)从事原木檢尺 (timber scaler)的工作，这段经验成为他早期诗歌 (包括"A Berry Feast")的素材，后来结集出版为"The Back Country"。在接下来的一年中，斯奈德当上了国家公园的防火哨员。另外，他还知道了佛教的一些基本观点，通过艺术，特别是水墨画，斯奈德还对远东地区对待自然的传统态度有所认识。而后，他前往印第安纳大学，继续学习人类学，在那里斯奈德开始学习打坐，但一个学期后，他就返回了旧金山，去追寻诗人之梦 ('sink or swim as a poet')。

## 垮掉的一代
回到旧金山后，斯奈德跟沃伦住在一起，沃伦引起了他对禅宗的兴趣。斯奈德阅读了不少铃木大拙的著作，而后他决定不再继续人类学专业，1953年，他转投加利福尼亚大学伯克利分校，学习东方文化和语言。夏天，斯奈德就继续到森林中工作，他还曾在优山美地国家公园当过开路工。1955年，他与杰克·克鲁亚克在米尔谷的一座小屋中住了数月。斯奈德还在“美国亚洲研究学会”作过旁听生，当时那里有長谷川三郎、艾伦·瓦茨等人任教。
艾伦·金斯堡根据肯尼斯·雷克斯雷斯的推荐，找到了斯奈德。这段岁月后来成为凯鲁亚克小说《达摩流浪者》的素材。雷克思罗思早期小说的主人公，有的是酒神狄俄倪索斯式的，喜欢带点混乱的生活，而不是按部就班式的。当时垮掉运动 (Beat Movement)中的大部分人，都是城市背景，而作家如金斯堡、凯鲁亚克等人，则发现了来自乡村的斯奈德，他有手工劳动的经验，对田园的事物感兴趣，相比而言，就显得给人耳目一新的感觉。劳伦斯·弗林盖蒂将斯奈德比作“垮掉的一代”中的梭罗。
1955年10月13日，斯奈德在旧金山著名的Six Gallery朗诵诗歌"A Berry Feast"，这被认为是旧金山文艺复兴的宣告。这也标志着斯奈德首次踏入Beats行列，虽然他原来不是纽约圈子里的成员，但由于肯尼思·雷克思罗思的缘故，也参加了进来。
根据凯鲁亚克《达摩流浪者》的描述，年仅25岁的斯奈德已经认为将来自己可以在未来的东西方对话中，占有一席之地。斯奈德的第一本著作"Riprap"(砌石)，出版于1959年，讲述了他在优山美地做森林守望者时的经历。

## 在日本
Beats中的一些人，如菲利普·沃伦，对禅宗感兴趣，但斯奈德在这方面更加专业。1956年到1968年，斯奈德在日本实地修学，先后在京都的相国寺、大德寺参学，最后又跟其他人在诹访之濑岛上的小火山岛居住过一段时间。他先前所学的汉语写作，使得他可以进一步学习禅宗 (源自中国的唐朝)，乃至在日本期间，开展实施更加专业的计划。
斯奈德后来决定不再做和尚，最后打算回到美国推动佛教的发展。他后来与美国诗人茱安‧凯格(Joanne Kyger)结婚，她在日本就跟他生活在一起。
1958年秋，斯奈德将自己翻译的24首中国唐朝僧人寒山子的古诗，在《常青评论》(Evergreen Review)杂志上发表。另外，斯奈德还出版了自己1950年代中期以来的一些诗集，如"Myths & Texts"（1960年，神话与经典）、"Six Sections from Mountains and Rivers Without End"(1965年，山水无尽之六章)，后面这本是一个项目，一直到1990年代他才完成。 他的诗歌主要题材有自然环境、自己的经历，特别是各种工作的体验，如伐木、防火哨员、文献翻译、木工等等，展示自己"在路上"的生活。
在日本期间，斯奈德不仅在寺院中修学禅宗，还开始了修验道，这是日本一种古老的泛灵论。1960年代初，他跟妻子茱安，以及艾伦·金斯堡，前往印度旅游数月。他们回来后不久，斯奈德与茱安离婚。
斯奈德继续自学，涉猎范围包括地形学以及林业。这些兴趣在他的随笔、访谈，以及诗歌中，或多或少都有体现。
有一段时间，斯奈德与拒绝接受传统规范而返土归田运动的一群人(the Tribe)，住在諏訪之瀨島上(位于中国东海的琉球群岛中)，他们在海滩上拣东西，包括一些可食用的植物，另外还捕鱼。在海岛上，他与上原麻纱 (Masa Uehara)结婚，他们后来有了两个儿子。
在斯奈德1968年的诗集"The Back Country"中，收录了十二年来的诗歌。1960年代末，他们夫妇带着他们的第一个儿子搬回了旧金山湾区，一年之后，第二个孩子接着诞生了。随后他们搬到了乡间，位于加利福尼亚北部的内华达山脉的山林中。

## 以后的生活及写作
1969年出版的"Regarding Wave"，由于曾经的离别，诗歌被赋予了更多的感动。在斯奈德1960年代末期出版的诗歌中，讲述家庭、朋友、社区的内容，占了更多的比例。1970年代，斯奈德继续创作了许多诗歌，许多反映了他原来在美洲大陆生活岁月，以及后来参加"返土归田"运动的经历。1974年，斯奈德出版的《龟岛》(Turtle Island)，书名源自土著居民对北美大陆的称呼，该书获得了1975年度的普利策诗作奖。
斯奈德写了一系列随笔，来阐述他对于诗歌、文化、社会经验以及环境的观点，这些著作包括Earth House Hold(1969年，大地家族)、The Old Ways(1977年，老式)、The Real Work(1980年，真活)、The Practice of the Wild(1990年，荒野实践)、A Place in Space(1995年，太空地方)以及The Gary Snyder Reader(1999年，加里·斯奈德文选)。1979年，斯奈德基于自己在里德学院时的论文，出版了He Who Hunted Birds in His Father's Village: The Dimensions of a Haida Myth(谁在父亲的村中捕鸟：海达神话探析)。而他在1960年代中期前往印度旅行的日记，则于1983年以题为Passage Through India(通行印度)出版。
从1960年代开始，在各种访谈以及介绍他的文章中，斯奈德提供了许多精神食粮，他兴趣广泛，包括文化、自然史、宗教、社会评论、当代美国、乡村生活实践，以及对于文学的观点，在他的作品中，都得到了充分的展现。例如在1967年，他们在“San Francisco Oracle （页面存档备份，存于）”（当时的一个地下刊物）参加的一个圆桌讨论中，斯奈德的好友艾伦·瓦茨提出了人口爆炸带给世界的问题，斯奈德对此认为，“随着观念的转变，目前在西方社会已初见端倪，将导致未来的富足社会中，人们会自觉地降低人口数量”。他的这个预言现在正被逐渐证实。
加里·斯奈德获得了"Poetry"期刊的1968年度莱文森奖 (Levinson Prize)，同年还获得美国古根汉学者奖。
在1980年代以及1990年代，斯奈德在公开的演讲、随笔中，发表了许多这类观点，有的是在主要的户外杂志、环保期刊上发表，而后汇集成书。
1985年，斯奈德成为加利福尼亚大学戴维斯分校的写作课程的教授，在那里，他开始影响新的一代作家，对远东着迷。1986年，斯奈德获得美国诗歌协会的雪莱纪念奖 (Shelley Memorial Award)，1987年加入了美国艺术暨文学学会。
随着斯奈德参与环保议题，以及教学事宜，在1980年代的大部分时期，以及1990年代初期，他似乎从诗坛走开了。终于在1996年，他出版了完整的Mountains and Rivers Without End(山水无尽)，该书揉合了感情与叙述，对栖息于星球的一角，充满了赞美，该书成为他的代表作，也成了返土归田的总结，以及诗意的象征。这部著作的创作起始于1956年4月8日，跨越了40年时间，目前已经被翻译成日语、法语等多种语言。斯奈德因此获得了1996年度的博林根诗歌奖 (Bollingen Prize for Poetry)、洛杉矶时报的罗伯特·寇什终身成就奖 (Robert Kirsch Lifetime Achievement Award)、Orion Society的约翰·海伊奖，以及1997年度“山川平原书店联盟”(Mountains & Plains Booksellers Association)的诗作奖。
2004年，斯奈德出版了Danger on Peaks(高处不胜寒)，这是他二十年来的新诗合集。

## 斯奈德的诗作
斯奈德的诗作风格恬淡，而又以形式多样著称，他一般不追求刻意的押韵。格林· 马克斯韦尔对他的诗歌，作了如下评价：“关爱并尊重原住民，荣誉属于大地，从喧嚣的城市与工业中，寻求脱身，经由过去、沉思、社区、平静亦或苦行”。
斯奈德对美洲原住民（即印第安人）及其对于自然的态度与做法，总是充满兴趣，实际上他们的方式，也跟斯奈德产生了共鸣，这也一定程度上影响到他后来修学佛法，以及参与修验道等。斯奈德在年轻时善于写作，并对一些作家，如大卫·赫伯特·劳伦斯、 威廉·巴特勒·叶芝，以及一些中国古代的诗人，如唐朝僧人寒山子，相当地倾慕。另外威廉·卡洛斯·威廉斯对斯奈德早期出版的著作，也产生了相当的影响。
“我个人一直致力于生态、神秘主义、史前史，以及一般系统论之间的连接交流”，斯奈德在一次访谈中如是说。除去人以外的自然，性在斯奈德的诗歌中，也多有提及。斯奈德结过四次婚。
除去内容与形式，斯奈德对于人类学、土著文化，以及佛教、环境论 (environmentalism)的兴趣，影响到了他对于诗歌的观点。斯奈德常说，他将诗比作工作室，在其间就是学习生于世间。
斯奈德论及诗歌以及一般的人类，需要历经长久的岁月，特别是要面对自己行为带来的后果。他的诗作缩小了自然与文化之间的鸿沟。

## 斯奈德的浪漫
许多人认为诗歌本身比较浪漫。当然斯奈德的作品中有不少浪漫的味道，这其中除了写诗本身，还有比如，他特别热爱荒原大地，以及自然的力量；他对异域文化以及古代的东西，特别感兴趣，乐此不疲；他在生命的历程中，相信直觉的重要性；他对奇妙以及未知的事物，持开放的态度；还对土著居民、原始部落情有独钟，在1970年代的著作中，斯奈德对之满怀同情，他甚至难以想象其中可能会有恶棍、自私者，或者无赖。
马歇尔·麦克卢汉对现代世界重新部落化 (re-tribalization)的预言，包括对于所有恶兆、可能反乌托邦的警告，这些尽管被许多现代知识分子广为接受，但并非斯奈德的预期，及其著作的方向。斯奈德对部落以及未来抱有更正面的理解。
就实际而言，斯奈德的作品中的一些成分，明显平衡了浪漫的意味，比如他对真实的热爱，对人类实践以及能力的赞美，还有身体运动带来的愉悦，对科学的兴趣，以及对职责的反思。

## 争议
斯奈德被广泛地认为是垮掉的一代中的作家，就像前面提及的，他是在著名的"六号艺廊"(Six Gallery)朗诵的诗人之一，也是杰克凯鲁亚克著名的小说《达摩流浪者》中的人物。一些人认为斯奈德与垮掉的一代的联系，可能被夸大了，他应当被看作是另外倡导旧金山文艺复兴的Wes-Coast group (西岸小组)成员。斯奈德本人对"Beat" (垮掉)的称呼，有一些保留，但并非很抵触。他经常以第一人称，比如用"我们" (we、us)，来谈论垮掉的一代。
下面引自斯奈德于1974年在北达科他大学作家会议上的一段访谈，后作为"The Beat Vision" (垮掉之视角)出版：
“……我从没完全弄清楚"The Beats"的含义，但回想起最初的会面、合作、以及友谊，包括艾伦·金斯堡、我、麦克·迈可勒、劳伦斯·弗林盖蒂，以及不在这里的菲利普·沃伦，已经去世的卢·韦尔奇，还有格雷戈里·科索。对我而言，或者再推己及人 (我其实对格雷戈里没有完全理解，其他人也如此)，内在都有一种批判的气质，我们在许多方面都有共同点，许多年来我们走在各自的道路上……”
“1960年代后期，我们又再次很接近，对我而言，是逐渐走到了一起，艾伦开始对东方思想非常感兴趣，然后是佛教让我们更加紧密；后来因为艾伦的影响，劳伦斯也加入了进来；另一方面，麦克与我失去联系若干年后，再次相逢时，发现原来殊途同归，这现在看来真的很奇怪，也很有意思；劳伦斯后来为政治目的离开了一阵子，我们没人反对，当然这不是我们的关注所在。非常有趣，我们走了不同的路，但发现又都走到了一起；我们都强烈关注环保，批评个人在未来的状况，特别是互相分享诗歌，我们的基本认同尽管是半规定的，但实际上成为背后的动力，即从佛教的心理视角，来看待人性，以及人的潜能”。

### 引用
1. ↑  . 2008-04-29  [2008-05-26]. （原始内容存档于2008-05-11）.

### 书目
- Gary Snyder: Dimensions of a Life，Jon Halper 编辑，1991年
- 加里·斯奈德，1980年，The Real Work: Interviews & Talks 1964-1979，New Directions，纽约，ISBN 0-8112-0761-7 (hbk)；ISBN 0-8112-0760-9 (pbk)
- Mountains and Rivers Without End(山水无尽)中的自传部分，加里·斯奈德，1996年
- The Gary Snyder Reader(加里·斯奈德文选)中的“Chronology” (c.v. for Gary Snyder)，1999年
- The Real Work，由Peter Barry进行的访谈：East-West(东成西就)，加里·斯奈德，1980年
- 加里·斯奈德与深层生态的随笔
- Knight，Arthur Winfield. Ed. The Beat Vision (1987年) Paragon House， ISBN 0-913729-40-X；ISBN 0-913729-41-8 (pbk)，其中有斯奈德于1974年3月19日，在北达科达大学作家会议上的一段访谈，James McKenzie主持